# Lupinus schwackeanus
Lupinus schwackeanus är en ärtväxtart som beskrevs av Charles Piper Smith. Lupinus schwackeanus ingår i släktet lupiner, och familjen ärtväxter. Inga underarter finns listade i Catalogue of Life.